# 1er régiment de bersagliers
Pour les articles homonymes, voir 1er régiment.
Le 1er régiment de bersagliers est une unité de l'Armée de terre italienne basée à Cosenza. Le régiment fait partie de la brigade de bersagliers « Garibaldi ». Il a pour devise : Ictu impetuque primus.

## Historique

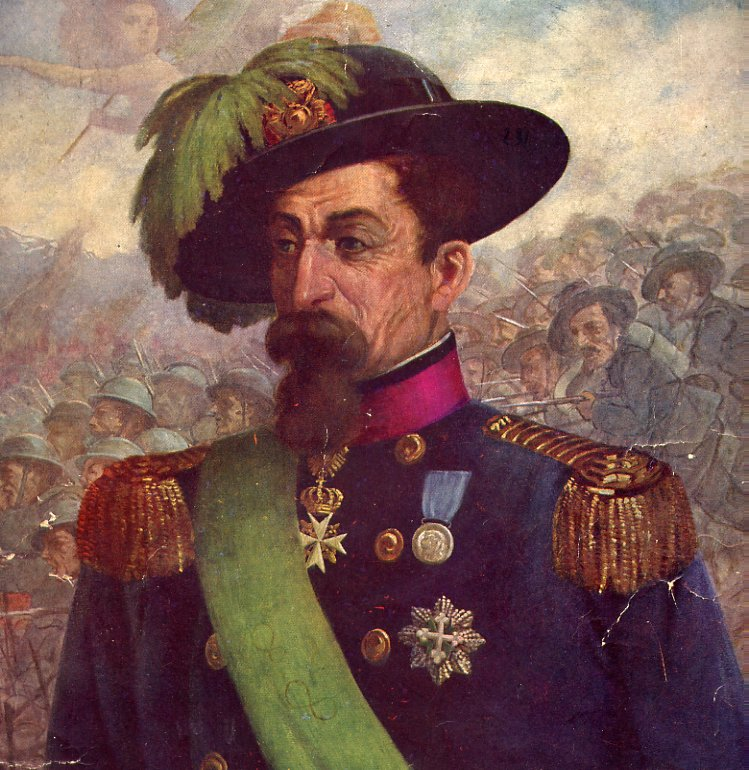
Alessandro La Marmora.

Le 1er juin 1836, est constituée par décret royal la 1re compagnie de bersagliers sous le commandement du général Alessandro La Marmora. Cette compagnie, la première du Corps, est considérée comme le noyau originel du 1er régiment de bersagliers.
Le 1er régiment de bersagliers est constitué à Coni le 31 décembre 1861, regroupant les 1er, 7e et 9e bataillons de bersagliers préexistants. Ces bataillons avaient déjà participé valeureusement à la première guerre d'indépendance (1848-1849), à la guerre de Crimée (1855), à la deuxième guerre d'indépendance (1859), à la campagne pour la libération de la Lombardie et de l'Ombrie et à la lutte contre le brigandage (1860-1861).
Le 1er régiment de bersagliers participe à la troisième guerre d'indépendance (1866) et fournit hommes et moyens pour l'expédition d'Érythrée (1887-1888 et 1895-1896) et pour la guerre en Libye (1911-1912).
Au déclenchement de la Première Guerre mondiale, le 1er régiment, à l'exception du bataillon cycliste, est stationné en Libye d'où il revient pour participer à l'ultime phase des opérations dans le nord-est de l'Italie, donnant naissance, avec ses 3 bataillons, à autant de divisions d'assaut décorées de 2 médailles d'argent de la valeur militaire et 2 médailles de bronze. En 1935-1936, il fournit encore des hommes et des moyens pour les opérations en Éthiopie et, en 1939, il envoie le 1er bataillon en Albanie.
Durant la Seconde Guerre mondiale, le 1er bersagliers est engagé, tout d'abord sur le front occidental (1940), puis, dans les Balkans et ensuite en France méridionale. Dissous à Turin en septembre 1943, il est reconstitué à Rome en 1953. Dès lors, le régiment, plusieurs fois reconfiguré à la suite de diverses ordonnances, est transféré à Aurelia (1958) et participe aux opérations de secours aux populations à l'occasion des inondations de Florence (1966), de Civitavecchia (1980), et du séisme en Irpinia (1980). Il participe encore aux opérations pour le contrôle du territoire en Sardaigne (Forza Paris (it), 1992) et en Sicile (Vêpres siciliennes, 1992-1998) et est intervenu au secours des populations après le tremblement de terre en Ombrie et dans les Marches (1997).
Le 1er janvier 2005, à la suite d'une mesure de réorganisation de l'Armée de terre italienne, le 18e régiment de bersagliers de Cosenza (l'une des premières unités à être professionnalisées et possédant une expérience majeure dans le domaine opérationnel de l'Armée de terre italienne) prend le nom du 1er régiment de bersagliers au sein de la brigade de bersagliers « Garibaldi ». Depuis le transfert à Cosenza, le 1er régiment a participé d'abord, en 2005, avec deux de ses compagnies (2e et 5e), puis de mai à décembre 2006, en totalité, à l'ultime phase de l'opération Antique Babylone (it) en Irak. En 2007, le 1er bersaglier a participé avec une unité du niveau d'une compagnie à la mission FINUL au Liban (2e cp) et FIAS en Afghanistan (35e, 1re et 3e cp).

## Structure actuelle
Le régiment se compose ainsi :
- Commandement du régiment
- Compagnie de soutien logistique « Falchi »
- 1er bataillon de bersagliers « La Marmora » (5 compagnies) :
  - 1er cp. tirailleurs « Leopardi »
  - 2e cp. tirailleurs « Leoni »
  - 3e cp. tirailleurs « Lupi »
  - 4e cp. mortiers « Draghi »
  - 5e cp. antichars « Grifi »

## Honneurs
Au cours de son histoire, le 1er régiment de bersagliers a mérité les honneurs au drapeau suivants (drapeau de régiment avec le plus grand nombre de décorations de la valeur des Forces armées italiennes).
 Croix de chevalier de l'Ordre militaire d'Italie, décret royal du 5 juin 1920, Guerre 1915-1918
- « Nei duri cimenti della guerra, nella tormentata trincea o nell'aspra battaglia,conobbe ogni limite di sacrificio e di ardimento; audace e tenace, domò infaticabilmente i luoghi e le fortune, consacrando con sangue fecondo la romana virtù dei figli d'Italia. »

 Croix de chevalier de l'Ordre militaire d'Italie, décret du 3 octobre 2008, An Nassiryah Iraq, 15 juin-1er décembre 2006 (it)
- « Reggimento Bersaglieri di grande capacità operativa, agiva in territorio iracheno per sette mesi di intensa attività. In un contesto difficile ed altamente rischioso, tutto il personale dell'unità dava mirabile prova di coraggio, valore, spirito di sacrificio e profondo attaccamento al dovere. Al termine della missione, nelle delicate e rischiose fasi del ripiegamento del dispositivo militare italiano dalla provincia di Dhi QAR, evidenziava altissimi livelli di efficienza e prontezza operativa. Unità dell'Esercito che, operando nel solco della Tradizione e dei valori del corpo dei Bersaglieri ha elevato il prestigio e l'immagine delle Forze Armate Italiane nel contesto internazionale. »

 Médaille d'or de la valeur militaire, décret du 19 juin 1859, Palestro. 30-31 mai 1859
- « Per la bella condotta tenuta alla presa e battaglia di Palestro. »

 2 médailles d'argent de la valeur militaire,
 11 médailles de bronze de la valeur militaire
- Certificat du mérite public de la Protection civile italienne (it)[réf. souhaitée] (inondations de Florence, 1966)[3]
- Le régiment compte parmi ses soldats la première femme militaire italienne à avoir reçu la médaille d'or de la valeur militaire : le premier caporal major Monica Graziana Contrafatto

## Insignes et symboles
Le régiment porte l'insigne des bersagliers en métal de couleur or : bombe de grenadier avec une flamme à sept langues, cor de chasse et deux carabines entrecroisées. À la différence des trophées des autres armes, où la flamme monte droit, celle des bersagliers est inclinée, représentant la course. Les écussons sont des flammes à deux pointes de couleur cramoisi ; à la base se trouve l'étoile d'argent à 5 pointes bordée de noir, symbole des Forces armées italiennes.

## Devise du régiment
Ictu impetuque primus (« Premier pour les coups, premier pour l'assaut »)

## Fête du régiment
Comme pour tous les régiments de bersagliers, la fête du 1er régiment tombe le 18 juin, anniversaire de la constitution du Corps en 1836.